# 蒯關保
蒯關保（?—?），安徽合肥人，清朝政治人物。
咸丰元年（1851年），擔任清朝遵义府婺川縣知縣。后由陸用康接任。